# Vojtěch Rosický
Vojtěch Rosický (30. Oktober 1880 in Prag, Österreich-Ungarn – 9. Februar 1942 in Mauthausen) war ein tschechoslowakischer Mineraloge und Professor an der Masaryk-Universität in Brünn. Er gründete das Mineralogische-Petrologische Institut der Masaryk-Universität. Während der deutschen Besetzung der Tschechoslowakei leistete er zusammen mit anderen Brünner Hochschullehrern Widerstand gegen das Protektoratsregime und wurde im Dezember 1941 deswegen verhaftet. Auf Grund mangelnder Ernährung, Folter und des harten Winters kam er im Februar 1942 im KZ Mauthausen zu Tode.

## Leben
Vojtěch Rosický war der Sohn des Naturwissenschaftlers František Vilém Rosický, einem Autor von Schul- und Botanikbüchern und Provinz-Schulinspektor von Böhmen, sowie seiner Frau Marie Rosická, geborene Webrová, einer Adligen. Nach dem Besuch des Gymnasiums in Prag (1890–1899) studierte er an der Karlsuniversität, schrieb eine Dissertation über Mineralien und wurde am 16. Januar 1904 zum Doktor der Philosophie promoviert. Er erhielt nach seinem Abschluss zwei Forschungsstipendien – zuerst ging er für das Jahr 1907/1908 an die Universität München, danach 1908/1909 an die Universität Heidelberg. Zurück in Prag lehrte er bis 1913 an einem Gymnasium. 1910 erfolgte seine Habilitation an der Karlsuniversität (Habilitationsthema Mineralogie und Petrografie), 1913 habilitierte er an der Tschechischen Technischen Universität Prag zur selben Thematik. 1919 wurde er zum außerordentlichen Professor für Mineralogie und Petrografie an der Karlsuniversität ernannt, 1920 erfolgte sein Ruf als ordentlicher Professor an die Masaryk-Universität in Brünn, wo er das Institut für Mineralogie gründete. 1922 wurde er für ein Jahr Dekan der Fakultät für Naturwissenschaften und 1925 war er für ein Jahr Rektor der Masaryk-Universität.
Am 22. Juli 1911 heiratete er Františka Rosická, geborene Sobková. Mit ihr hatte er zwei Kinder: Vojtěch Rosický (geboren am 1. Januar 1913, gestorben am 14. April 1939) und Ivan Rosický (geboren am 27. November 1916).
Rosický war Mitglied der Tschechischen Akademie der Wissenschaften und Künste (ČAVU), der Königlichen böhmischen Gesellschaft der Wissenschaften (KČSN), der Mineralogical Society of America, er war im Sokol I und in einer Reihe von  wissenschaftlichen Gesellschaften vertreten.
Nach der deutschen Besetzung der Tschechoslowakei schloss sich Rosický der Widerstandsbewegung der Brünner Hochschullehrer an. Am 12. Dezember 1941 wurde er deswegen verhaftet und in Brünn im Kounicovy koleje, einem Gebäude, das ursprünglich ein Studentenwohnheim war und seit 1940 als Gestapo-Gefängnis und Hinrichtungsstätte diente, eingesperrt. Im Januar 1942 wurde er mit anderen Brünner Professoren ins KZ Mauthausen deportiert. Auf Grund mangelnder Ernährung, Folter und des harten Winters starb er dort am 9. Februar 1942.
Sein Kenotaph befindet sich auf dem Friedhof Řečkovický in Brünn.
Rosický beschrieb im Jahr 1912 fast zeitgleich und unabhängig zu Karl Busz ein neues Mineral, das er Preslit nannte. Busz benannte das Mineral nach seiner Typlokalität Tsumebit; diese Bezeichnung setzte sich durch.

## Veröffentlichungen (Auswahl)
- Ein Beitrag zur Morphologie des Miargyrites, 1912
- Preslit, ein neues Mineral von Tsumeb in Deutsch-Südwestafrika, 1912
- Beiträge zur Petrographie des mittelböhmischen Granitmassivs, 1917
- Zur Petrographie des Granitmassives von Friedeberg in Schlesien, 1933
- Über die Beziehung zwischen den physikalischen Eigenschaften der Hydrate und ihrem Wassergehalt, 1935

## Ehrungen
- Tschechoslowakisches Kriegskreuz 1939, posthum
- Das Mineral Rosickýit wurde nach ihm benannt.
- Am 25. September 1946 wurde der Staré náměstí in Brno in Rosického náměstí umbenannt.

## Gedenkstätten

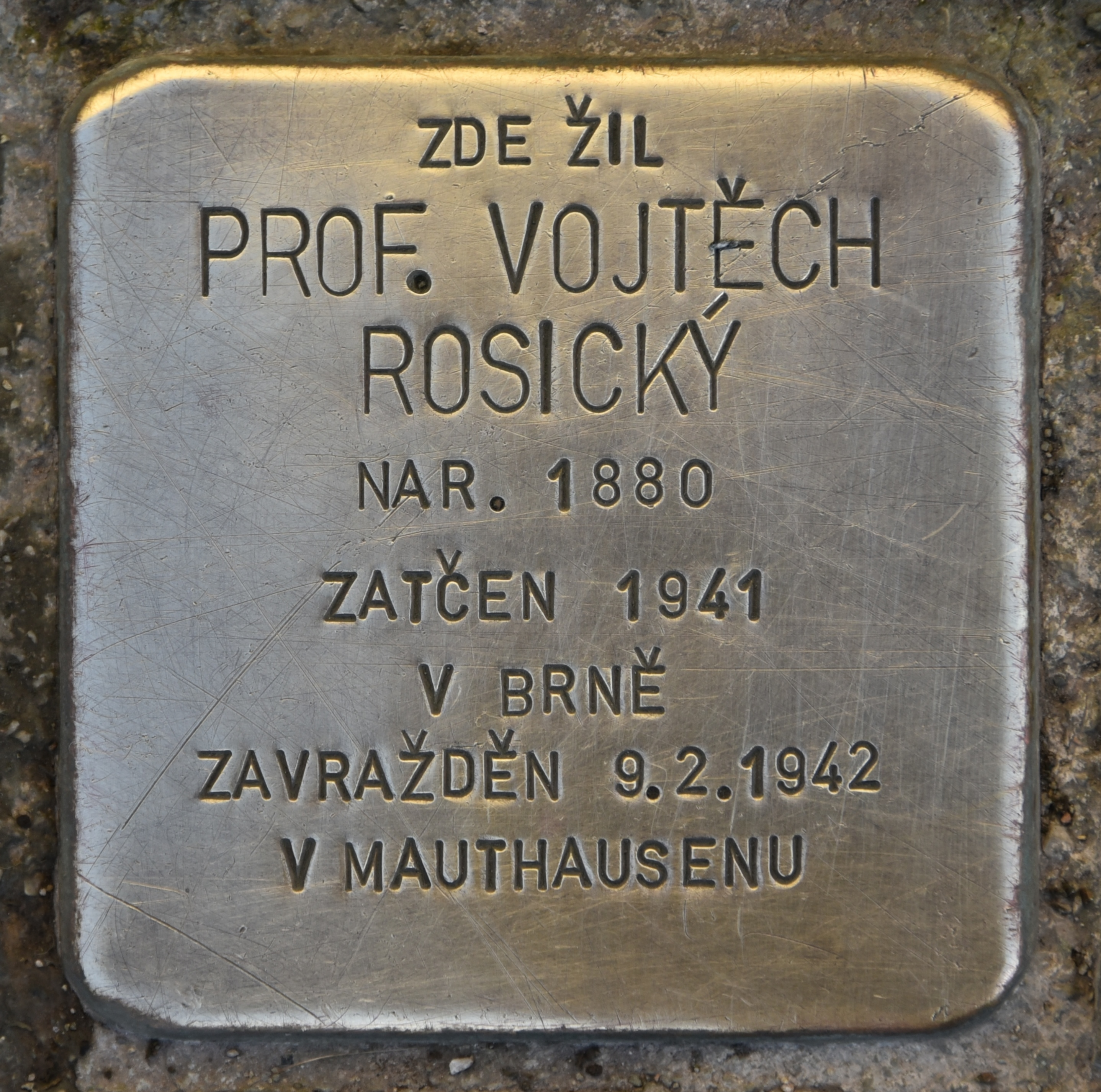
Stolperstein für Vojtěch Rosický

Für Vojtěch Rosický wurden folgende Gedenkstätten errichtet:
- Auf dem Denkmal für die Opfer des 2. Weltkriegs auf dem Friedhof Řečkovický in Brünn wird seiner gedacht.
- Am 17. Oktober 1947 Enthüllung eines Denkmals für Lehrer der Naturwissenschaftlichen Fakultät in der Masaryk-Universität.
- Am 23. November 1947 erfolgte die Enthüllung einer Gedenktafel in Sokol Brno I für die Opfer des II. Weltkrieges.
- Am 6. Mai 1950 wurde in der Medizinischen Fakultät der Masaryk-Universität eine Gedenktafel für die Opfer des II. Weltkrieges aus den Reihen der Studenten, Mitarbeiter und Lehrenden der Fakultät enthüllt.
- Am 30. Oktober 1970 erfolgte die Enthüllung einer Gedenktafel am Gebäude des Mineralogischen Institutes der Masaryk-Universität.
- Am 17. September 2014 verlegte Gunter Demnig einen Stolperstein in der Brünner Drobného 315/54.